# Bettina Berger
Bettina Berger (Dordrecht, 25 mei 1967) is een Nederlands (musical- en stem)actrice en stemregisseuse. Als actrice is Berger voornamelijk bekend door haar rol als Renée Couwenberg in de soapserie Onderweg naar Morgen. Berger verwierf landelijke bekendheid met de rol van Freddy Hogendijk in de komedieserie Ha, die Pa!, waarin ze naast Luc en Joris Lutz speelde.

## Levensverhaal
Na afronding van de MAVO, volgde Berger een jaar lang de Toneelschool van Maastricht. Na de toneelschool stapte ze in 1986 over naar Studio Herman Teirlinck in Antwerpen. In 1990 zou Berger haar diploma behalen. Ze maakte haar debuut op de Nederlandse televisie met een gastrol in de dramaserie 12 steden, 13 ongelukken. Berger speelde na haar opleiding in verschillende theatervoorstellingen, waaronder Yvonne, Liefdeskomedie en Rosa Fidelia.
In de zomer van 1992 werd Berger door Jeanette Snik gecast voor de rol van Freddy Hogendijk in de komedie Ha, die Pa!. Ze maakte haar debuut in de eerste aflevering van het vierde seizoen. De serie werd in het najaar van 1993 stopgezet. Berger werd in diezelfde periode gecast voor de rol van Renée Couwenberg in de publieke soapserie Onderweg naar Morgen. Ze speelde deze rol onafgebroken tot oktober 2005, toen haar personage in de serie overleed. Na haar vertrek bij ONM maakte ze nog gastoptredens in de jeugdserie SpangaS en Het Huis Anubis. In 2011 speelde ze in de musical The Full Monty, waarvoor ze bij de Musical Awards een nominatie kreeg voor Beste Kleine Bijrol. Ook speelde Berger in 2014 een gastrol in de Studio 100 productie Hotel 13 in aflevering 138 van het tweede seizoen als moeder.
Sinds 2007 werkt Bettina Berger als acteurscoach bij Studio 100 en doet ze de stemregie van verschillende jeugdseries en -films die voor Studio 100 gedubd worden in het Vlaams, Nederlands of Duits. Van 2014 tot 2016 was ze ook te zien in Prinsessia als juffrouw Flora.

## Privé
Berger was getrouwd met regisseur Allel El-Berkani met wie ze twee kinderen kreeg.